# Halle aux blés de Clermont-Ferrand
Pour les articles homonymes, voir Halle au blé.
La halle aux blés est un édifice de Clermont-Ferrand inscrit au titre des monuments historiques français. L'édifice accueillera fin 2025 le Fonds régional d'art contemporain d'Auvergne.

## Localisation
Le bâtiment, de forme carrée, se trouve au coin de la rue Ballainvilliers (à l'ouest) et de la rue du Maréchal-Joffre (au nord). Les deux autres côtés sont bordés par la rue d'Enfer (à l'est) et la rue Breschet (au sud).

## Histoire
Elle a été construite entre 1762 et 1771 par l'architecte François-Charles Dijon, pour abriter le marché aux céréales. Elle a été surélevée en 1822 par Louis-Charles Ledru. 
Durant de nombreuses décennies, le bâtiment a abrité l'École des beaux-arts. Il a été fermé en 2006 quand celle-ci s'est installée dans ses nouveaux locaux du quartier de Rabanesse.
La halle a été inscrite au titre des monuments historiques en 2002.
En mai 2018, les artistes Keymi, Motte, Waro, Beame414 et Deft sont intervenus en réalisant des œuvres street art / graffiti sur les ouvertures de la façade principale du bâtiment, à la suite d'un appel à projets lancé par la Drac.
Le bâtiment a été acquis par le conseil général du Puy-de-Dôme qui a longtemps hésité sur sa destination. La région Auvergne-Rhône-Alpes en est ensuite devenue propriétaire. En 2019, la décision a été prise de réhabiliter le bâtiment pour qu'il puisse accueillir les collections du Fonds régional d'art contemporain d'Auvergne. L'ouverture du nouveau musée est prévue pour fin 2025.

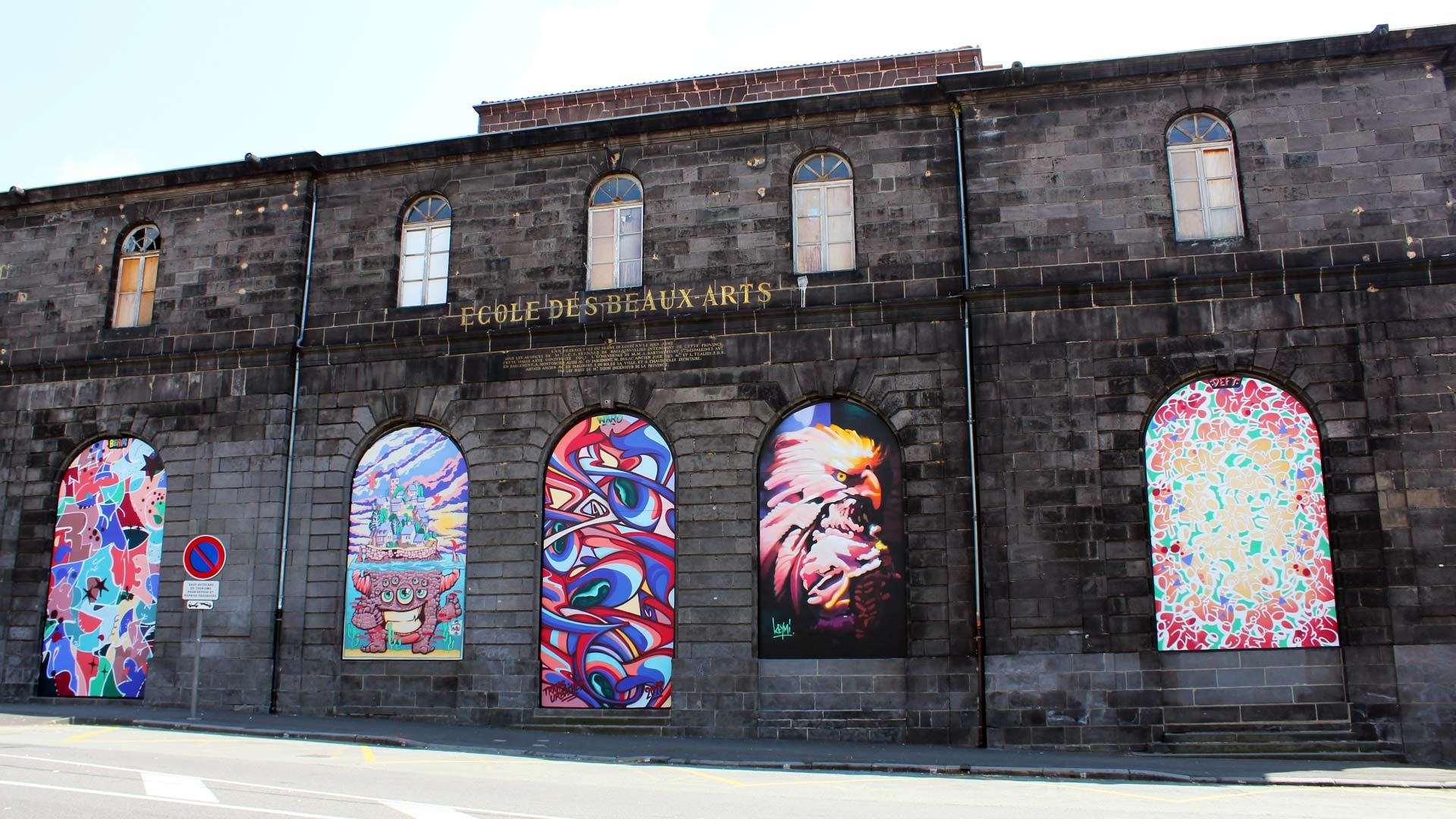
Fresques Street Art réalisées en 2018 par Beame Motte Waro Keymi et Deft.